# Монастир Різдва Христового (Володимир)
Монастир Різдва Христового — жіночий монастир у Володимирі, відноситься до Волинської єпархії Православної церкви України.

## Історія монастиря

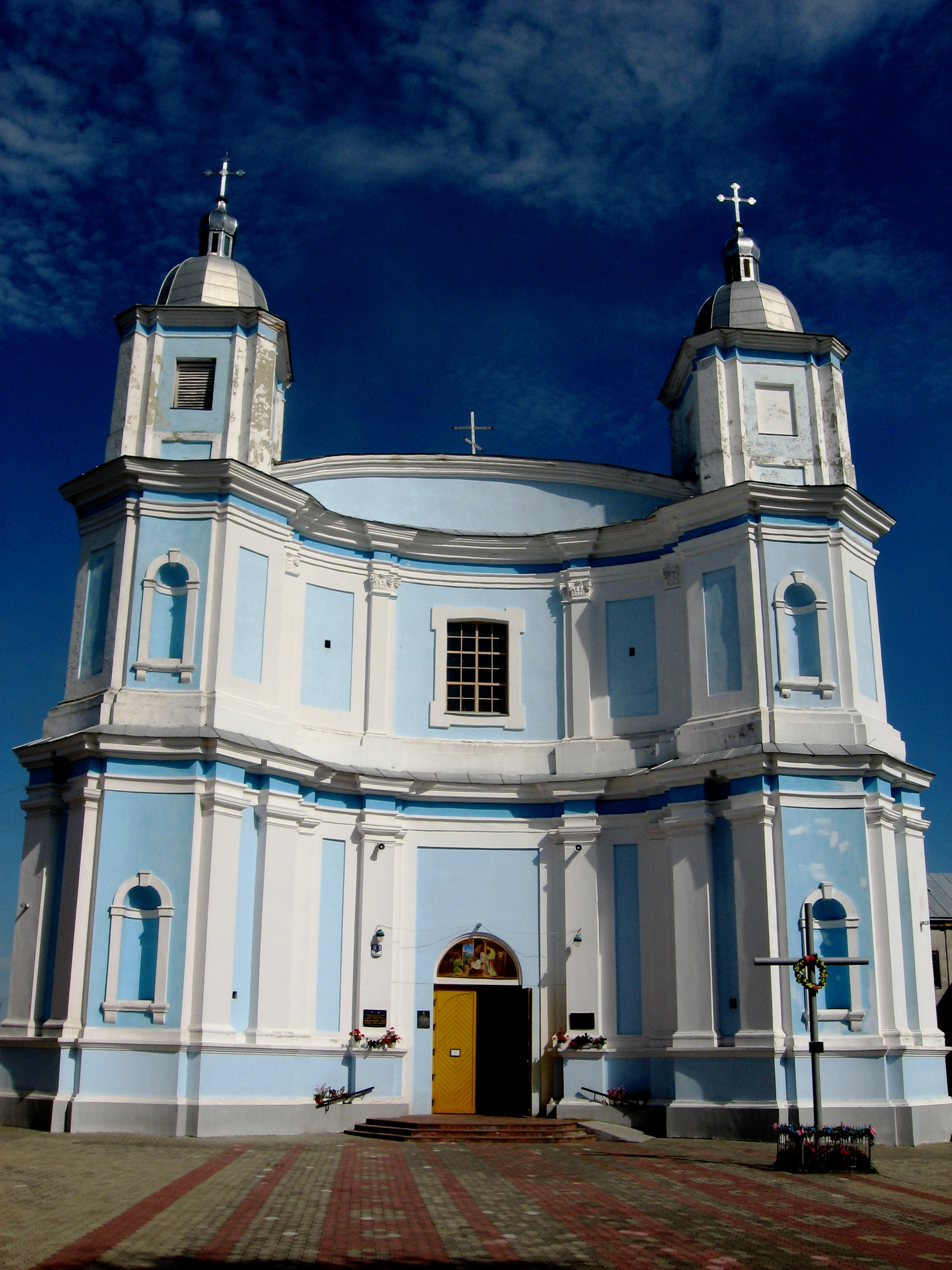

Монастир був заснований місія єзуїтів. Саме її прибуття у 1718 році слугувало початком закладання наріжного каменю будівництва костелу Розіслання Апостолів. У 1773 році папа Климент XIV видав бреве Dominus ac Redemptor, яким скасував орден єзуїтів, а всі заклади ордену на території Польщі i Росії зачинив.
Після скасування ордену єзуїтів костел перейшов до греко-католицького ордену Василіянів, які створили на його базі колегіум — як один з найпрестижніших тогочасних навчальних закладів. У цьому колегіумі у Володимирі-Волинському здобували освіту Феофан Прокопович та винахідник електрофорезу Стефан Стубілевич.
У 1840 році, внаслідок переведення ордену у православ'я, монастир під юрисдикцію Російської православної церкви. Тут було створено єпископську кафедру. З 1891 року монастир був резиденцією володимирських православних єпископів.
Житловий статус монастирський корпус зберігав аж до 1939 року, після чого його передали під школу. Уже за радянських часів у храм заїжджала вантажівка з різним непотребом.
1960 року церкву надумали підірвати. Єдине, що її врятувало, навколишні будинки в центрі міста. Вибухова хвиля знищила б не тільки собор, а й їх. З початком незалежності України розпочалось відродження і храму, і монастиря.
У 1995 році зібралась громада з ініціативою відновлення монастиря. Але для цього необхідно було чимало попрацювати. Обитель освятили 24 березня 2002 року. Її очолила матінка Варвара, яка до того жила в дубенському монастирі.